# Gedu
Gedu (Dzongkha: རྒིད་འདུ་, auch: Gaedu) ist eine Stadt im Südwesten von Bhutan. Sie liegt im Distrikt Chukha. Im Ort befindet sich einer der Campus der Colleges der Royal University of Bhutan, Gedu College of Business Studies. 2012 hatte der Ort 4.993 Einwohner.

## Geographie
Gedu liegt an der Straße, welche vom Südwesten, von Phuentsholing über Chukha zur Hauptstadt Thimphu führt. Der Ort liegt auf Höhen zwischen 1800 m und 2000 m an einem Nordosthang. Das Wasser fließt nach Osten, zum Fluss Wong Chu hin ab. Im Ort gibt es eine Highschool (Gedu Higher Secondary School) und in der Nähe befinden sich die Tempel Gedu Goenpa (O) und Chasilakha Temple (NO), sowie die Andachtsstätte Smenchu (Medicinal Water). Eine Sehenswürdigkeit ist das Naherholungsgebiet mit dem See Phak-Tsho-Dhing (Phaktshodhing, O).

## Wirtschaft

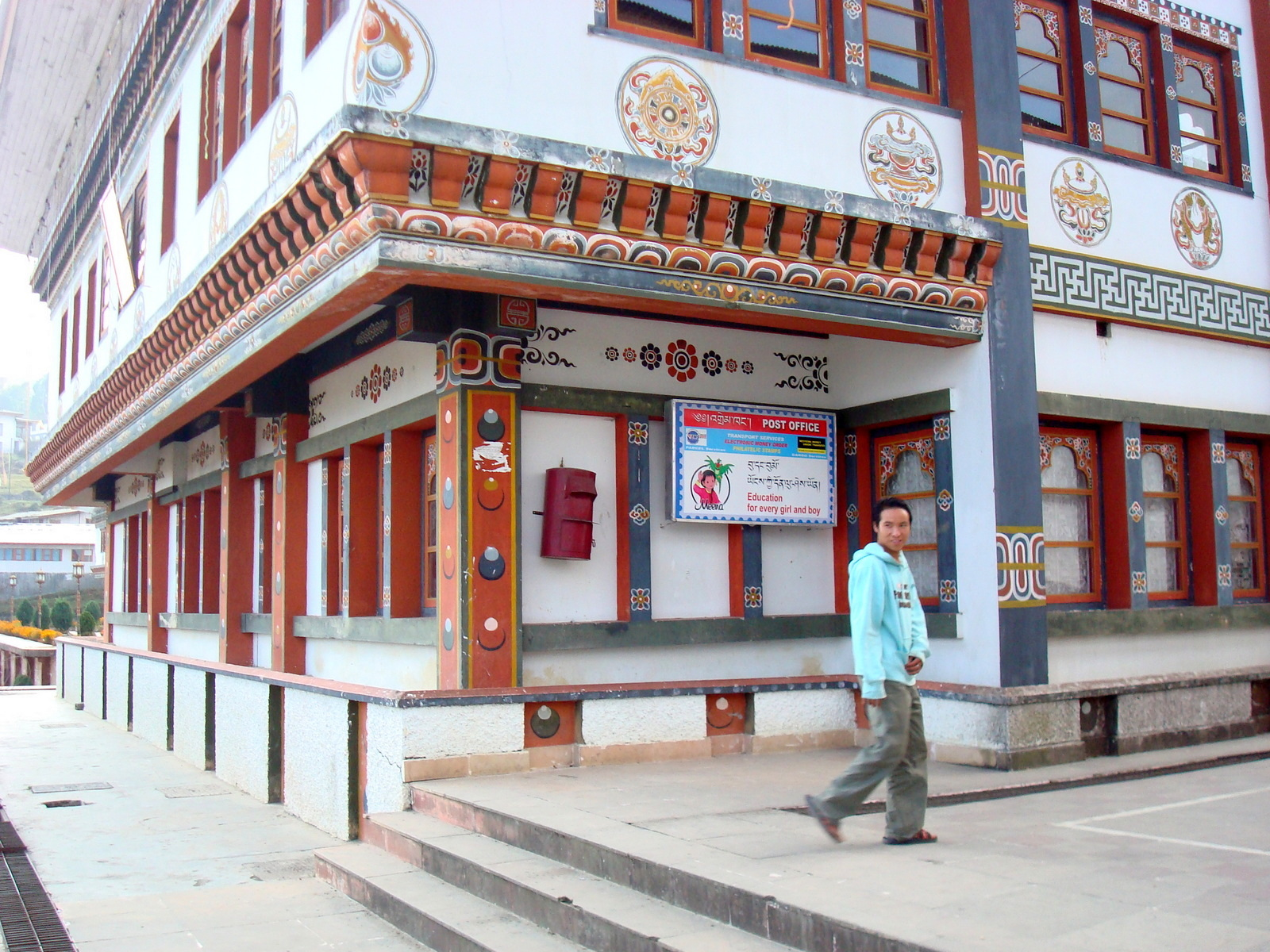
Postgebäude in Gedu.

Die Wirtschaft von Gedu wächt stark, seit die Tala Hydroelectric Project Authority (THPA) 1998 gegründet wurde. Seither gibt es auch starken Zuzug aus dem Umland. Tausende Arbeiter suchen Arbeit in Gedu.
THPA hat seit den späten 1990er Jahren mehr als 840 Wohneinheiten in der Stadt gebaut und ca. 897.117.000 Ngultrum (BTN) für den Bau aufgewendet, inklusive der neuen Highschool für 1.300 Schüler, Sportanlagen und einem 20-Betten-Krankenhaus mit fünf Ärzten, welche für den Distrikt zuständig sind.
122 km Straßen wurden erbaut und 15 Brücken. Die Kosten beliefen sich auf 1.222.000.000 BTN, beziehungsweise 104.500.000 BTN. Es wurde auch eine Wasseraufbereitungsanlage in der Stadt errichtet. Die Kosten dafür beliefen sich auf 30.000.000 BTN. Die Anlage hat eine Speicherkapazität von 707.600 l.